# Busy Philipps
Elisabeth Jean Philipps, nota con il nome di Busy Philipps (Oak Park, 25 giugno 1979), è un'attrice e personaggio televisivo statunitense.
È divenuta nota per aver recitato in numerose serie televisive, tra cui Dawson's Creek, E.R. - Medici in prima linea e Cougar Town, ruolo che le ha fatto ottenere un Critics Choice Television Awards.
Nel corso della sua carriera ha inoltre recitato in numerosi film, tra cui White Chicks, Un amore di testimone, La verità è che non gli piaci abbastanza e Come ti divento bella!, oltre ad aver condotto il proprio talk show, Busy Tonight.

## Biografia
Philipps è nata nel sobborgo di Chicago Oak Park, Illinois. Dopo la sua nascita la famiglia si trasferisce a Scottsdale nello stato dell'Arizona, dove frequenta la Chaparral Senior High School e inizia a prendere lezioni di recitazione. Nel 1996 , all'età di diciassette anni, Philipps partecipa a una manifestazione cittadina in cui interpreta la bambola giocattolo Barbie. L'amministratore delegato della Mattel Jill Barad, azienda produttrice del giocattolo, si è presentato all'evento con Sharon Stone, la quale le ha riferito che aveva le doti per divenire un'attrice di successo in futuro.
Philipps frequenta la Loyola Marymount University a Los Angeles, California, assieme ai futuri attori Colin Hanks e Linda Cardellini. Nel 1999, mentre frequentava l'università, Philips viene scritturata con Cardellini per la serie televisiva Freaks and Geeks, recitando nel ruolo di Kim Kelly in diciassette episodi. Agli inizi degli anni 2000 l'attrice recita nel primo progetto cinematografico, The Smokers di Kat Slater, e appare nei film televisivi Anatomy of a Hate Crime e Spring Break Lawyer.
Nel 2001 viene scelta nel cast dell'acclamata serie televisiva Dawson's Creek interpretando Audrey Liddell nella quinta e sesta stagione. Nello stesso periodo recita nel film Home Room e come personaggio ricorrente nella serie televisiva Undeclared. Nel 2004, successivamente alla chiusura di Dawson's Creek, Philipps viene scelta da Keenen Ivory Wayans per il film White Chicks. Tra il 2005 e il 2006 viene scritturata nella serie televisiva Love, Inc., nel ruolo di Denise Johnson. Tra il 2006 e il 2007 interpreta la dottoressa Hope Bobeck nella serie televisiva E.R. - Medici in prima linea, tornando a recitare al fianco dell'amica Cardellini. Successivamente entra nel cast di Terminator: The Sarah Connor Chronicles. Tra il 2008 e il 2009 è presente nei cast dei film Un amore di testimone, sotto la regia di Paul Weiland e La verità è che non gli piaci abbastanza di Ken Kwapis.
Nel 2009 viene scelta nel cast della serie televisiva Cougar Town, interpretando Laurie Keller sino al 2015. Tra il 2010 e il 2013 Philipps fa delle apparizioni in numerose serie e programmi televisivi, tra cui Community, Arrested Development e RuPaul's Drag Race All Stars. Nel 2011 recita nel film diretto da Douglas McGrath Ma come fa a far tutto? e nel 2013 in Una rete di bugie. Nel 2014 l'attrice è scritturata per la serie televisiva Drunk History, ritornandovi a più riprese sino al 2018. Tra il 2015 e il 2016 fa alcune apparizioni televisive, tra cui in New Girl, e recita nel film Regali da uno sconosciuto - The Gift (The Gift) diretto da Joel Edgerton. Tra il 2016 e il 2017 Philipps viene inserita nel cast di Vice Principals interpretando Gale Liptrapp.
Successivamente ad aver recitato in due episodi di Unbreakable Kimmy Schmidt, Philipps conduce e produce il suo talk show per E!, andato in onda nella stagione 2018-2019. Nello stesso anno recita nel film Come ti divento bella!. Dal 2021 interpreta il ruolo di Summer nella serie Girls5eva.

## Vita privata
Nel corso degli ultimi anni alla Loyola Marymount University, Philipps ha frequentato l'attore Colin Hanks.
Nel 2007 si è sposata con Marc Silverstein dal quale ha avuto due figlie, Birdie e Cricket. La coppia si è separata nel 2022.
Philips, inoltre, è la madrina di Matilda Ledger, figlia degli attori Heath Ledger e Michelle Williams.

## Filmografia

### Cinema
- The Smokers, regia di Kat Slater (2000)
- Home Room, regia di Paul F. Ryan (2002)
- Mummy an' the Armadillo, regia di J.S. Cardone (2004)
- White Chicks, regia di Keenen Ivory Wayans (2004)
- Un amore di testimone (Made of Honor), regia di Paul Weiland (2008)
- La verità è che non gli piaci abbastanza (He's Just Not That Into You), regia di Ken Kwapis (2009)
- Ma come fa a far tutto? (I Don't Know How She Does It), regia di Douglas McGrath (2011)
- Blue Briefs, regia di Abdi Nazemian (2012)
- Una rete di bugie (A Case of You), regia di Kat Coiro (2013)
- Made in Cleveland, regia di vari (2013)
- Jason Nash is Married, regia di Jason Nash (2014)
- Regali da uno sconosciuto - The Gift (The Gift), regia di Joel Edgerton (2015)
- FML, regia di Jason Nash (2016)
- Come ti divento bella! (I Feel Pretty), regia di Abby Kohn e Marc Silverstein (2018)
- DC League of Super-Pets, regia di Jared Stern (2022) – voce
- Mean Girls, regia di Arturo Perez Jr e Samantha Jayne (2024)

### Televisione
- Saving Graces, regia di Alan Myerson – episodio pilota scartato (1999)
- Freaks and Geeks – serie TV, 17 episodi (1999-2000)
- Malcolm (Malcolm in the Middle) – serie TV, episodio 2x09 (2000)
- Anatomy of a Hate Crime, regia di Tim Hunter – film TV (2001)
- Spring Break Lawyer, regia di Alan Cohn – film TV (2001)
- Dead Last – serie TV, episodio 1x03 (2001)
- Dawson's Creek – serie TV, 39 episodi (2001-2003)
- Undeclared – serie TV, episodi 1x12-1x13 (2002)
- Criminology 101, regia di Miguel Arteta – episodio pilota scartato (2003)
- Foster Hall, regia di Robert Berlinger – episodio pilota scartato (2004)
- Life as We Know It – serie TV, episodi 1x11-1x13 (2005)
- Testing Bob, regia di Rodman Flender – episodio pilota scartato (2005)
- Love, Inc. – serie TV, 22 episodi (2005-2006)
- E.R. - Medici in prima linea (ER) – serie TV, 14 episodi (2006-2007)
- Entourage – serie TV, episodio 3x14 (2007)
- How I Met Your Mother – serie TV, episodio 3x03 (2007)
- House Poor, regia di Jessica Landaw – episodio pilota scartato (2008)
- Terminator: The Sarah Connor Chronicles – serie TV, 5 episodi (2008-2009)
- Kath & Kim – serie TV, episodio 1x14 (2009)
- Cougar Town – serie TV, 102 episodi (2009-2015)
- Community – serie TV, episodio 2x24 (2011)
- Happy Endings – serie TV, episodio 2x07 (2011)
- Non fidarti della str**** dell'interno 23 (Don't Trust the B**** in Apartment 23) – serie TV, episodio 2x01 (2012)
- Arrested Development - Ti presento i miei (Arrested Development) – serie TV, episodio 4x02 (2013)
- Drunk History – serie TV, 3 episodi (2014-2018)
- Garfunkel and Oates – serie TV, episodi 1x05-1x07 (2014)
- Yo Gabba Gabba! – programma TV, puntata 4x10 (2015)
- New Girl  – serie TV, episodio 5x14 (2015)
- Angie Tribeca – serie TV, episodio 2x02 (2016)
- Bajillion Dollar Propertie$ – serie TV, episodio 2x03 (2016)
- I Like You Just the Way I Am – serie TV, 3 episodi (2016)
- Vice Principals – serie TV, 14 episodi (2016-2017)
- The Odd Couple – serie TV, episodio 3x10 (2017)
- The Sackett Sisters, regia di Tristram Shapeero – episodio pilota scartato (2017)
- Unbreakable Kimmy Schmidt – serie TV, episodi 4x06-4x10 (2018-2019)
- Camping – serie TV, episodio 1x04 (2018)
- Astronomy Club – sketch show, episodio 1x06 (2019)
- Damage Control, regia di Alon Benari e Johnny Milord – episodio pilota scartato (2020)
- Search Party – serie TV, episodio 4x04 (2021)
- Girls5eva - La rivincita delle pop star – serie TV, 22 episodi (2021–2024)
- Single Drunk Female - serie TV, 3 episodi (2023)
- With Love - serie TV, episodio 2x03 (2023)

### Programmi televisivi
- Busy Tonight – talk show, 105 episodi (2018-2019)[28]

### Sceneggiatrice
- Blades of Glory - Due pattini per la gloria (Blades of Glory), regia di Will Speck e Josh Gordon (2007)

## Doppiatrici italiane
Nelle versioni in lingua italiana dei suoi lavori, Busy Phillips è stata doppiata da:
- Antonella Baldini in Dawson's Creek, Cougar Town, Non fidarti della str*** dell'interno 23, Come ti divento bella!
- Cristiana Rossi in Love, Inc., Girls5eva - La rivincita delle pop star
- Valentina Mari in Angie Tribeca, Vice Principals
- Barbara De Bortoli in With Love, Mean Girls
- Domitilla D'Amico in White Chicks
- Rossella Acerbo in Un amore di testimone
- Myriam Catania in La verità è che non gli piaci abbastanza
- Selvaggia Quattrini in E.R. - Medici in prima linea
- Paola Majano in Terminator: The Sarah Connor Chronicles
- Micaela Incitti in Ma come fa a far tutto?

## Riconoscimenti
- Critics Choice Television Awards
  - 2011 – Miglior attrice non protagonista in una serie commedia per Cougar Town
- Teen Choice Awards
  - 2003 – candidatura alla miglior attrice partner per Dawson's Creek